# Anfiteatro Acrisure
El anfiteatro Acrisure es un anfiteatro al aire libre con la capacidad para 12.000 personas en Grand Rapids, Michigan. El anfiteatro esta bajo construcción y estar terminado en 2026.

## Historia
En 2017 después de que la ciudad de Grand Rapids determinó que trasladaría su vehículos municipales de 201 Market Avenue, se presentaron varias propuestas para los 15,6 acres (6,3 ha) de propiedad fueron presentadas. Los planificadores de la ciudad aprobaron inicialmente una propuesta de Flaherty & Collins que incluía rascacielos de apartamentos para familias de diversos ingresos, una tienda de comestibles, un hotel de lujo y una plaza. Sin embargo, el plan se abandonó en 2020, después de que Flaherty & Collins no recibiera incentivos fiscales.
En febrero de 2021, una propuesta del grupo Grand Action 2.0, con miembros como Carol Van Andel y Dick DeVos, incluía el desarrollo 30 acres (12,1 ha) junto al Grand River en el centro de la ciudad y tenía el concepto de un anfiteatro ubicado en el sitio 201 Market Avenue.  En septiembre de 2023, se reveló que el proyecto del anfiteatro avanzaba después de Acrisure recibiera los derechos del nombre luego de su donación de $ 30 millones para los $ 184 millones de costos de construcción; Posteriormente, el lugar pasó a llamarse Anfiteatro Acrisure. Los líderes de la ciudad expresaron su confianza en que se completaría para sus primeros eventos en 2026. 

## Descripción general
El futuro anfiteatro al aire libre, espera mostrar el talento local y atraer artistas nacionales. La Autoridad del Centro de Convenciones del Condado de Grand Rapids-Kent tendrá autoridad de propiedad y administración. El anfiteatro incluirá una serie de opciones de asientos para adaptarse a diferentes presupuestos. Estas opciones incluirán césped y asientos fijos, vestíbulos superior e inferior, suites, una terraza y un pabellón VIP. Los clientes tendrán acceso a opciones de compras y restaurantes con asientos al aire libre justo al lado de la plaza Market Avenue. Además, el diseño incluiría un entorno similar a un parque público, que permitiría eventos tanto oficiales como informales. 